# Perfum

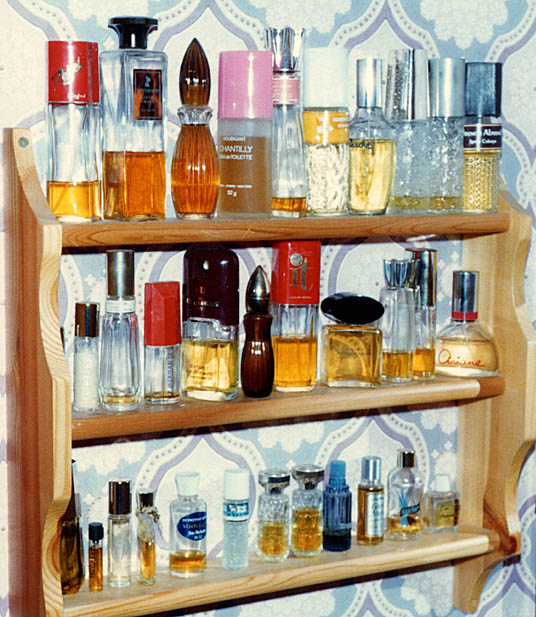
Prestatge de perfums

Un perfum és una barreja de fragàncies, un excipient i un fixador, que s'empra per a impregnar d'una olor agradable diferents objectes o el cos humà. Hi ha perfums sòlids i líquids.

## Etimologia
Hi ha una creença generalitzada segons la qual el nom perfum prové del llatí "per" (per) i "fumare" (produir fum), i feia referència a la substància aromàtica que desprenia un fum fragant en ésser cremat. Tot i això, els romans no tenien encara aquesta mena de perfums. El mot prové d'una llengua romànica. Segons Joan Coromines, aquest mot no existia en llatí sinó que va ser creat, amb el significat actual, en la llengua catalana, va ser prestat a llengües veïnes, entre aquestes el francès, i quan França va esdevenir un gran exportador de perfums va estendre amb aquests el mot d'origen català a terceres llengües.

## Història del perfum

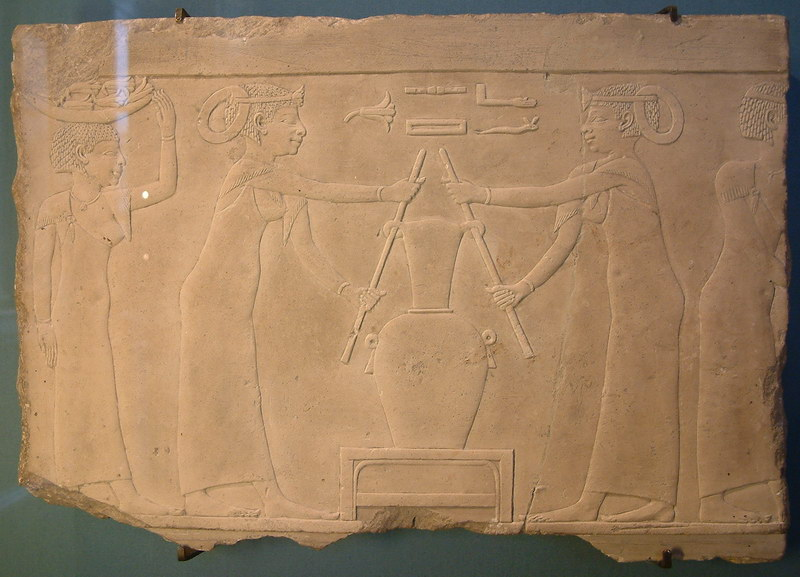
Fent perfum a l'antic Egipte

L'art de l'elaboració dels perfums va néixer a Egipte, on era habitual, per exemple, portar un con d'encens cremant sobre les perruques. Va ser desenvolupat pels grecs, etruscs i altres cultures orientals, d'on el van manllevar els romans. En aquella època eren ungüents. Una de les primeres perfumistes conegudes va ser Tapputi-Belatekallim.
A l'edat mitjana, els àrabs el van reintroduir a la península Ibèrica. Als Països Catalans, existeixen referències escrites del segle xiv en les quals es parla de perfums tals com els entenem avui dia, per exemple en Lo Somni de Bernat Metge, que era fill d'un apotecari del carrer d'Especiers de Barcelona: "Les aigües, perfums, ambre, supleixen llur pudor". Els especiers esdevindrien adroguers amb el temps. Sembla que aquestes noves tècniques de perfums es van escampar primer als pobles veïns i, progressivament, per tot Europa durant el Renaixement. En aquella època, la noblesa es perfumava molt més sovint que no es rentava, per a fer bona olor, especialment a França, on l'elaboració de perfums va esdevenir una indústria a gran escala, que van exportar a altres països veïns europeus, on s'emprava sobretot per la noblesa fins al segle xviii.
A l'Orient, especialment al Japó, el perfum constituïa en el segle xviii un art -anomenat kodo o l'art de l'encens-, que era practicat per la burgesia.

## Diferents tipus de perfums

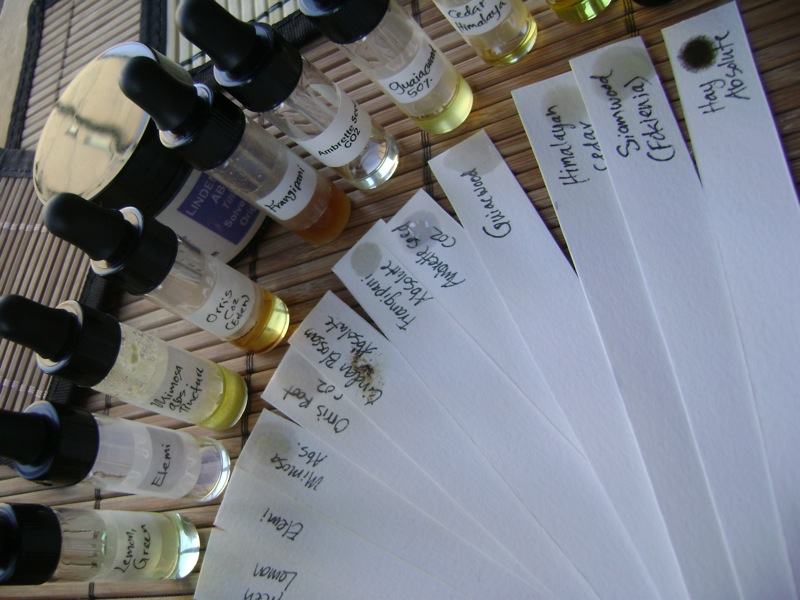
Paperets típics per a olorar perfums i colònies

Hi ha diferents tipus de perfums segons la concentració de substàncies, que fan olor de l'alcohol o altre excipient:
- Essència de perfum: n'és la forma més concentrada, entre el 15% i el 40%.
- Aigua de perfum (EdP): concentració del 15%, aproximadament.
- Aigua de bany o Eau de toilette (en francès) (EdT): amb concentracions del 7% al 15%, sovint del 10%, aproximadament.
- Aigua de colònia o Eau de Cologne (EdC): del 3% al 6% (sovint al voltant del 5%) de concentrats. La mateixa concentració que l'anterior, però hi predominen aromes cítriques. Marca comercial (marca registrada) ® Original Eau de Cologne.
- Perfum de tipus Splash (EdS): concentració al voltant de l'1%. Marca comercial (marca registrada) ® EdS.

En aplicar el perfum damunt la pell, la calor del cos evapora l'alcohol ràpidament i hi deixa les substàncies aromàtiques que es dissiparan gradualment al llarg de les següents hores.

## Diferències entre fragància, aroma i perfum

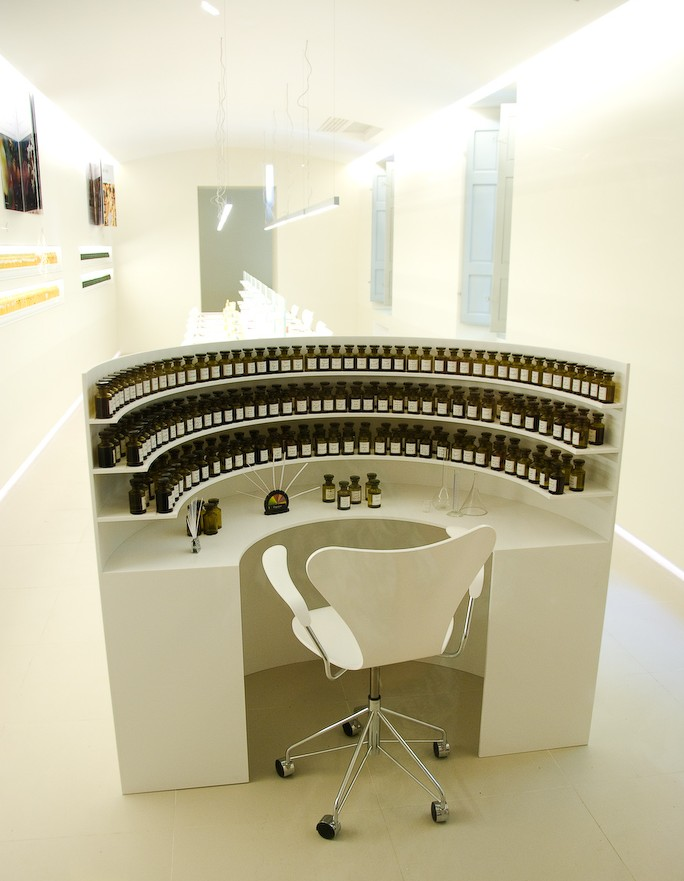
Taula de treball amb fragàncies per a fer perfums

És important no confondre els conceptes següents: extracte brut, essència, fragància, aroma i perfum. Des del punt de vista de l'obtenció d'un producte acabat com ara un perfum, que com sabem s'utilitza per a augmentar les sensacions olfactives i sentimentals en les nostres relacions socials, les primeres matèries s'extrauen de la natura animal, vegetal o mineral; en aquest darrer cas, se sintetitza a partir de substàncies fòssils, i en particular de derivats del petroli. L'extracció de la natura d'un brou que conté, entre d'altres, un producte d'interès olfactiu esdevé el que s'anomena extracte brut, que conté, entre altres coses, l'essència objecte d'extracció. El problema és que aquesta essència no està sola; forma part d'una complexa mescla de productes de la qual s'ha d'aïllar el compost d'interès. En purificar, o aïllar, l'essència, n'obtenim la fragància. El perfum es fa a partir de diverses fragàncies dissoltes en alcohol.
Anàlogament, podem entendre el concepte d'aroma. Una aroma s'utilitza generalment en la indústria alimentària per a fer més atractiu el menjar, donant gust, color i de vegades olor. Es tracta d'additius afegits en molt poques proporcions i inerts des d'un punt de vista toxicològic, que s'obtenen generalment de la natura. No obstant això, el procés d'obtenció passa per etapes semblants a les anteriorment esmentades, l'únic que hi canvia és l'aplicació final.

## Ingredients
Els olis essencials de qualsevol perfum s'obtenen per destil·lació de flors, plantes i herbes, com ara l'espígol, les roses i els gessamins, entre d'altres. El perfum de gessamí, per exemple, s'obté mitjançant un procés anomenat enfleurage, el qual consisteix a impregnar les substàncies aromàtiques en greix i després extreure'n l'oli olorós amb alcohol. També s'hi utilitzen compostos aromàtics.
Els fixadors que aglutinen les diverses fragàncies inclouen bàlsams, ambre gris i secrecions glandulars de genetes, cérvols mesquers i castors. Aquestes secrecions sense diluir tenen una olor desagradable, però en una solució alcohòlica actuen com a conservants. Actualment, aquests animals són protegits per les lleis internacionals, per això els fabricants fan servir mesc sintètic. La quantitat d'alcohol depèn del tipus de preparació al qual estigui destinat. Normalment, la barreja es deixa envellir un any.

## Influència en la cultura

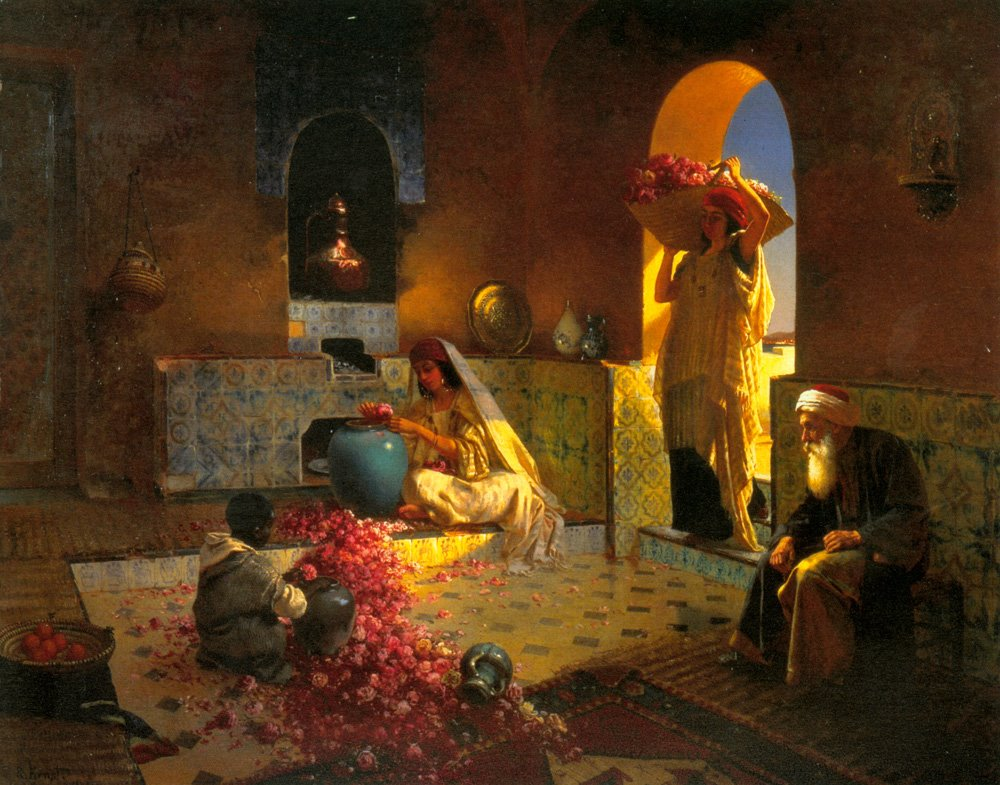
El perfumista, de Rodolphe Ernst

El perfum és una novel·la que Patrick Süskind va publicar el 1985, en què tot el que passa es descriu mitjançant les olors i en la qual el protagonista és un perfumista molt especial. Va tenir un gran èxit popular i per part dels crítics. En 2006 se'n va estrenar la versió cinematogràfica, El perfum: Història d'un assassí, dirigida per Tom Tykwer i part de la qual va ser rodada a Barcelona. L'espectacular escena final, per exemple, es va fer al Poble Espanyol, i la majoria de figurants que hi van participar són catalans.